# أبو ميزان
أبو ميزان هي إحدى القرى اللبنانية من قرى قضاء المتن في محافظة جبل لبنان. هي قرية صغيرة قريبة من بكفيا. تقع على ارتفاع 671 - 720 م عن سطح البحر، على الطريق الذي يربط المتن بكسروان بين بكفيا والقليعات، وتبعد عن بيروت 32 كلم عبر بكفيا المحيدثة.

## تاريخها
يروى أنّها اكتسب اسمها من ميزان لبرز الشرانق كان في ديرها، فكان يقصدها أهل الجوار لوزن حاصلاتهم من بزر دود القزّ فأطلقوا على المكان اسم «مزرعة دير بو ميزان». وعن نشوؤها يروى أن الأب بطرس كلنك، ابن شقيقة المطران أنطون الجميل (1887 - 1948)، قد وقف من ميراثه الكبير معظم مزرعة أبي ميزان وما حولها من الغابات التي تتصل بنهر الجماجم، إلى دير مار الياس شويّا للروم الأرثذوكس الذي بناه في شويّا سنة 1590 وسمّاه دير مار إلياس المحيدثة يومها (شويّا) فقدمت إليها عيال من مناطق متفرقة لتعمل في استثمار أراضيها حسب نظام الشراكة. وكان أول القادمين بعض من عائلة الكفوري من كفور العربي، ومن عائلة كيروز من بشري. ثم انتقل إليها بعض من عائلات البلدات المجاورة، فتكوّن مجتمعها من عائلات: جرداق، وسماحة، وصليبا، والكفوري وكيروز. 

وكان رهبان دير مار الياس شويّا قد أنشأوا فيها بناءً طويلًا مسقوفًا بالقرميد يحتوي على معصرة للزيت وأخرى للزوباع، أي الصعتر البرّي الذي كان عصيره يستعمل في معالجة وجع الأسنان. وفوق مخزن المؤونة والمعصرتين، أقيم كنيسة ومدرسة ومسكن للرهبان الذين كانوا ينتقلون اليها شتاءً من دير مار الياس شويّا قرب الشوير. 

في سنة 1973 تمّت القسمة بين الدير وشركائه، فكان لكلّ شريك ربع ما كان بيده مع البيت الذي يسكنه. ومع شق الطريق الذي ربط المتن بكسروان مارًا فيها، راح الأهالي يعيدون بناء بيوتهم التي أصبحت ملكًا لهم. ولجإ الدير إلى تأجير الأراضي لإقامة مؤسسات صناعيّة عليها، انشترت بكثافة على جانبي الطريق. وسرعان ما تحوّلت أبو ميزان من منطقة زراعية إلى صناعية. 

## إدارة وبنية تحتية
فيها دير وكنسية لطائفة الروم الأرثوذكس تابعان لدير مار الياس شويّا. ومن المؤسسات الإدارية، هناك مجلس اختياري من ثلاثة أعضاء. وأبو ميزان تابعة لمحكمة جديدة المتن ولمخفر درك بكفيّا. 

مياها من عين الجوز وعين شميطا، عُمِّمت على البيوت عبر شبكة سنة 1950. الكهرباء وصلتها سنة 1972، وهناك مكتب بريد. ومن المؤسسات الصناعية والتجارية، فيها بعض محال وحوانيت تؤمن المواد الغذائية والأساسية. 

## أعلامها
- فيليب صليبا، مطران نيويورك وأميركا الشمالية وكندا للروم الأرثوذكس.
- أثناسيوس صليبا، مطران بدون كرسي.
- إلياس الكفوري، مطران صيدا وصور ومرجعيون للروم الأرثوذكس.